# Smørrebrød

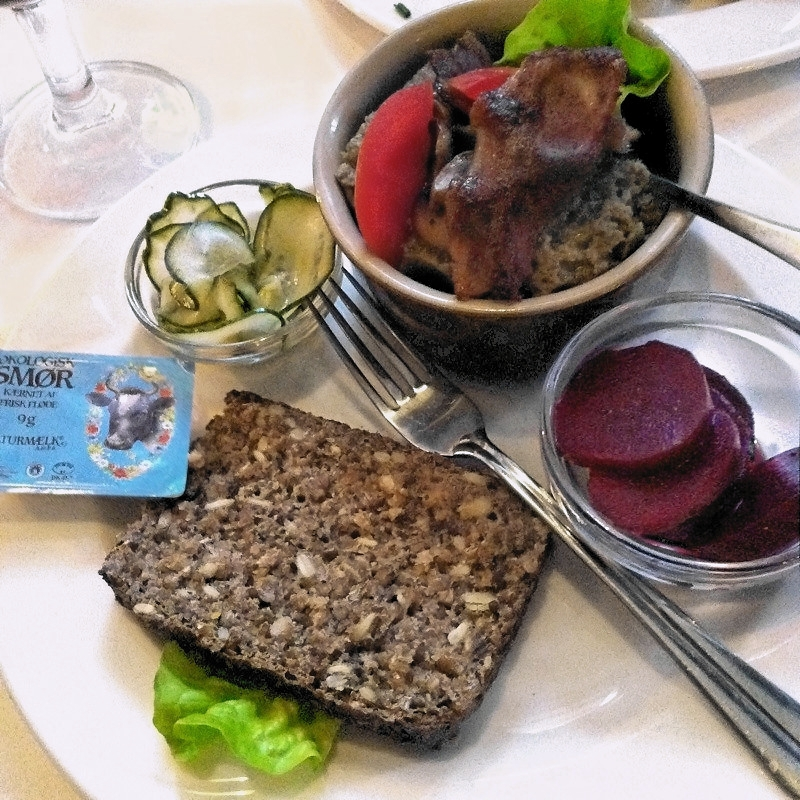
Smörrebröd zum Selbstbelegen: Leberpastete, Speck, Gurken und Rote Bete

Smørrebrød (dänisch smør ‚Butter‘ und dänisch brød ‚Brot‘), deutsch auch Smörrebröd, ist ein reich belegtes Butterbrot und ein traditionelles Mittagessen der dänischen Küche. Die Grundlage bildet eine Scheibe Brot, oft Roggenbrot, der Kombination des Belages sind keine Grenzen gesetzt. Jedoch gibt es einige klassische Rezepte.
Das Smørrebrød wird mit Messer und Gabel verzehrt. Eine weniger üppig belegte Brotscheibe, die aus der Hand gegessen wird, heißt „håndmad“; eine Doppelschnitte aus Roggen- und Weißbrot heißt amagermad.

## Zubereitung

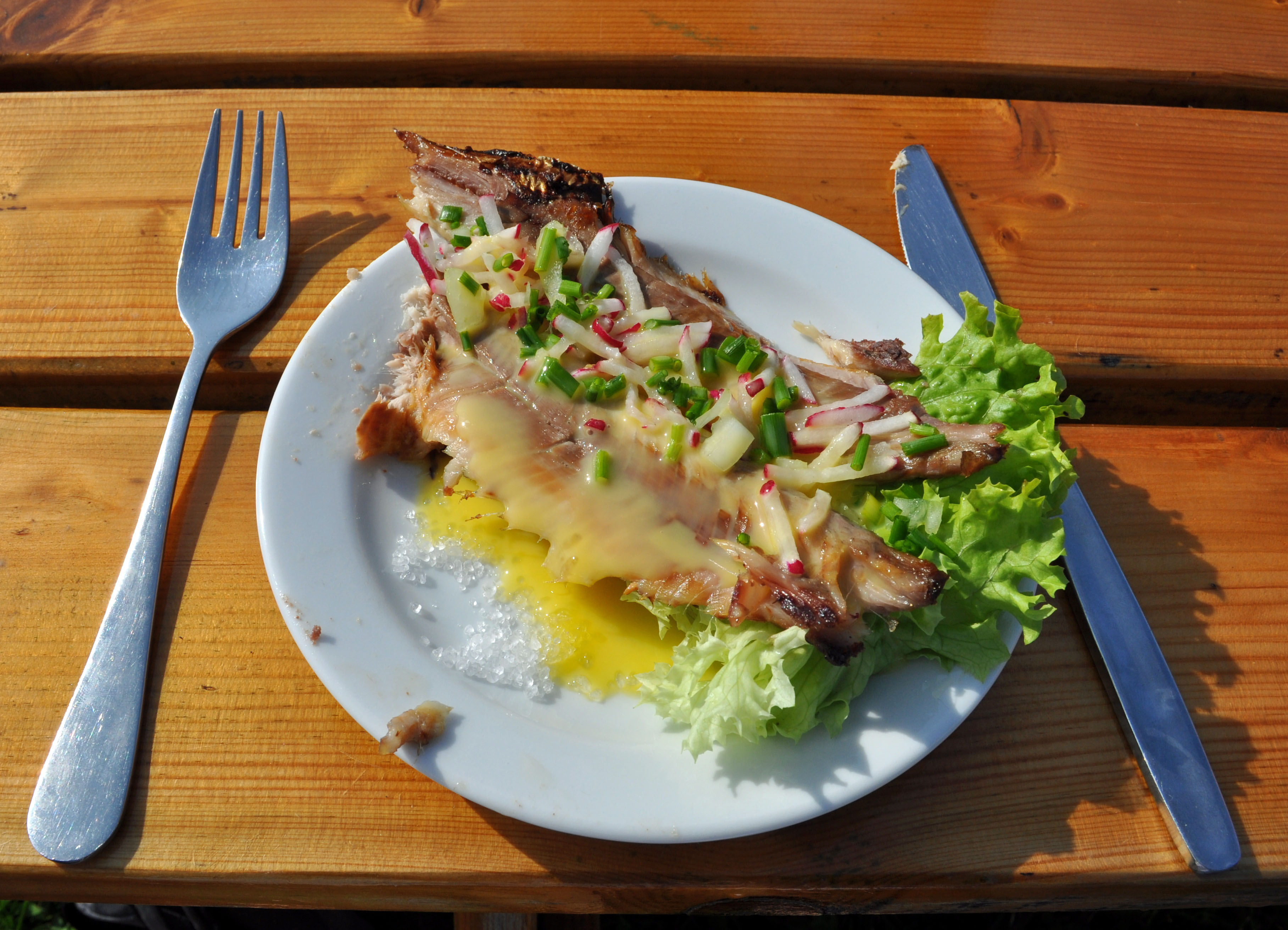
Sol over Gudhjem

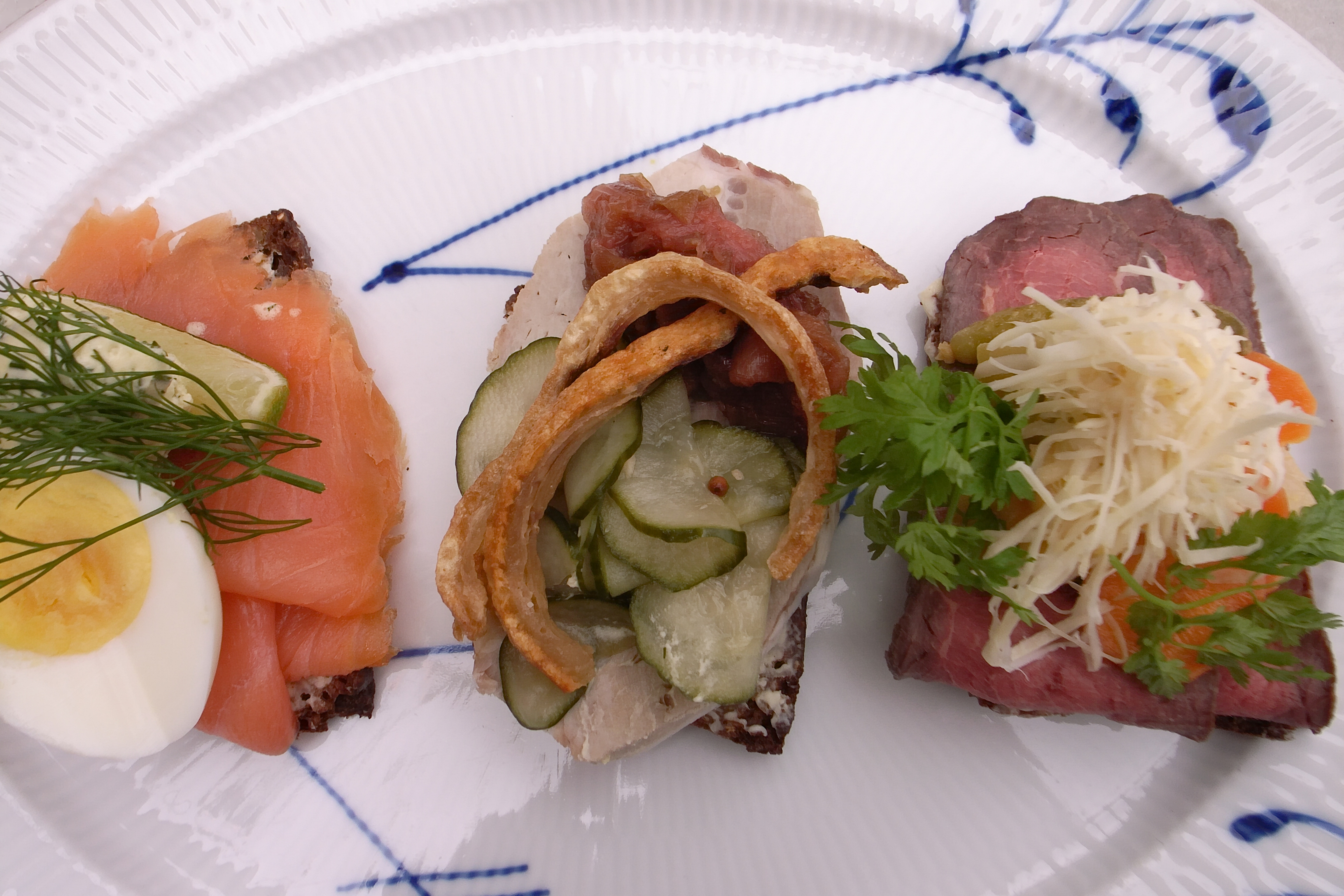
Smørrebrød mit Lachs, Schweinebraten und Roastbeef (v. l. n. r.)

Dünn geschnittene Brotscheiben werden dünn mit gesalzener Butter bestrichen. Als Belag werden Speisefisch, aber auch Krabben oder Kaviar, Käse, Wurst, Pastete oder Fleisch verwendet. Garniert wird mit gekochtem oder gebratenem Ei, rohem Eigelb, frischem, gekochtem oder eingemachtem Gemüse, Salat, Obst, Küchenkräutern und verschiedenen Saucen, wie Mayonnaise oder Remoulade.
Das Smørrebrød mit warmer oder kalter Leberpastete wird mit gebratenem Speck oder mit eingelegter Gurke serviert.
Zu den Klassikern zählen Sol over Gudhjem (dt.: „Sonne über Gudhjem“), mit geräuchertem Hering, Zwiebeln und/oder Schnittlauch und kleingeschnittenen Radieschen sowie rohem Eigelb, Pariserbøf (dt.: „Pariser Tatar“) mit Tatar, Zwiebeln, Roter Bete und einem Spiegelei, Stjerneskud (dt.: „Sternschnuppe“) mit panierter Scholle, Krabben, Spargel und Kaviar, oder auch Dyrlægens natmad (dt.: „Nachtmahl des Tierarztes“).

## Gastronomie

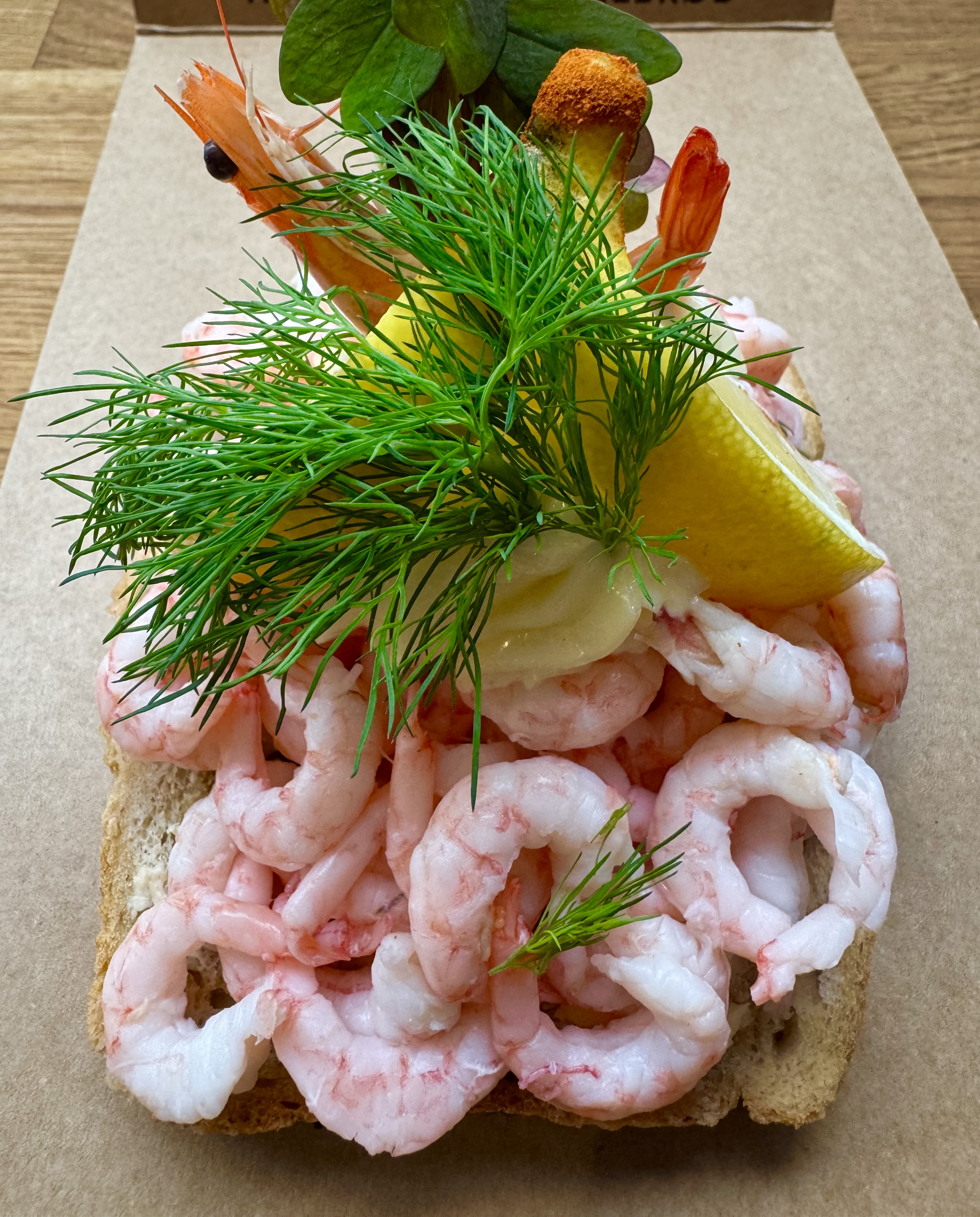
Ein Garnelengericht auf französischem Brot

In Dänemark wird Smørrebrød mittags in eigenen Geschäften oder gehobenen Fleischereien angeboten, wo sie stückweise verkauft und in Pappschachteln transportiert werden. Smørrebrød mit kalten Zutaten werden meist auf Vorrat vorbereitet und in Vitrinen zum Verkauf angeboten.
Ida Davidsens Smørrebrøds-Restaurant in Kopenhagen wurde durch seine umfangreichen Bestellzettel mit 178 wählbaren Varianten berühmt. Der 140 cm lange Zettel mit allen bestellbaren Versionen wurde ins Guinness-Buch der Rekorde aufgenommen.
Die dänische Smørrebrødsjomfru (dt. wörtlich „Butterbrot-Jungfer“) entspricht der deutschen Kaltmamsell als Berufsbezeichnung für eine Angestellte, die für kalte Speisen und Buffets zuständig ist.

## In Literatur und Musik
Eine der launigen Improvisationen des norwegisch-dänischen Dichters Johan Herman Wessel (1742–1785) hat heute Klassikerstatus:

„At Smørrebrød er ikke Mad,

Og Kierlighed er ikke Had,

Det er for Tiden hvad jeg veed

Om Smørrebrød og Kierlighed.“

„Dass Smörrebröd kein Essen ist

und Liebe niemals Hass –

das ist soweit alles, was

ich über Smörrebröd und Liebe weiß.“

Das dänische Gesangsquartett Four Jacks (u. a. Otto Brandenburg) veröffentlichte 1957 eine Coverversion des Harry-Belafonte-Songs Island in the Sun unter dem Titel Smørbrød Calypso.

## Trivia
Smørrebrød fand in den 1960er und 1970er Jahren Eingang in die deutsche Sprache.
Der Begriff Smörrebröd wurde im deutschen Sprachraum zusätzlich durch den Meisterkoch der Muppet Show populär. In der Originalversion ein Schwede (Swedish Chef), trägt der nun dänische Koch stets vergnügt seinen Jingle vor: „Smörebröd, Smörebröd, römm, pömm, pömm, pömm“ (bzw. „Smørrebrød, smørrebrød, røm pøm pøm pøm“; im englischen Original kam der Begriff nicht vor: „Orn desh, dee born desh, de umn bork! bork! bork!“).